# Lei Brasileira do Depósito Legal
A Lei Brasileira do Depósito Legal é a denominação dada à lei nº 10.994/2004, uma lei de autoria do poder executivo  do Brasil que regulamenta o depósito legal de publicações, na Biblioteca Nacional, objetivando assegurar o registro e a guarda da produção intelectual nacional, além de possibilitar o controle, a elaboração e a divulgação da bibliografia brasileira corrente, bem como a defesa e a preservação da língua e cultura nacionais.

## História

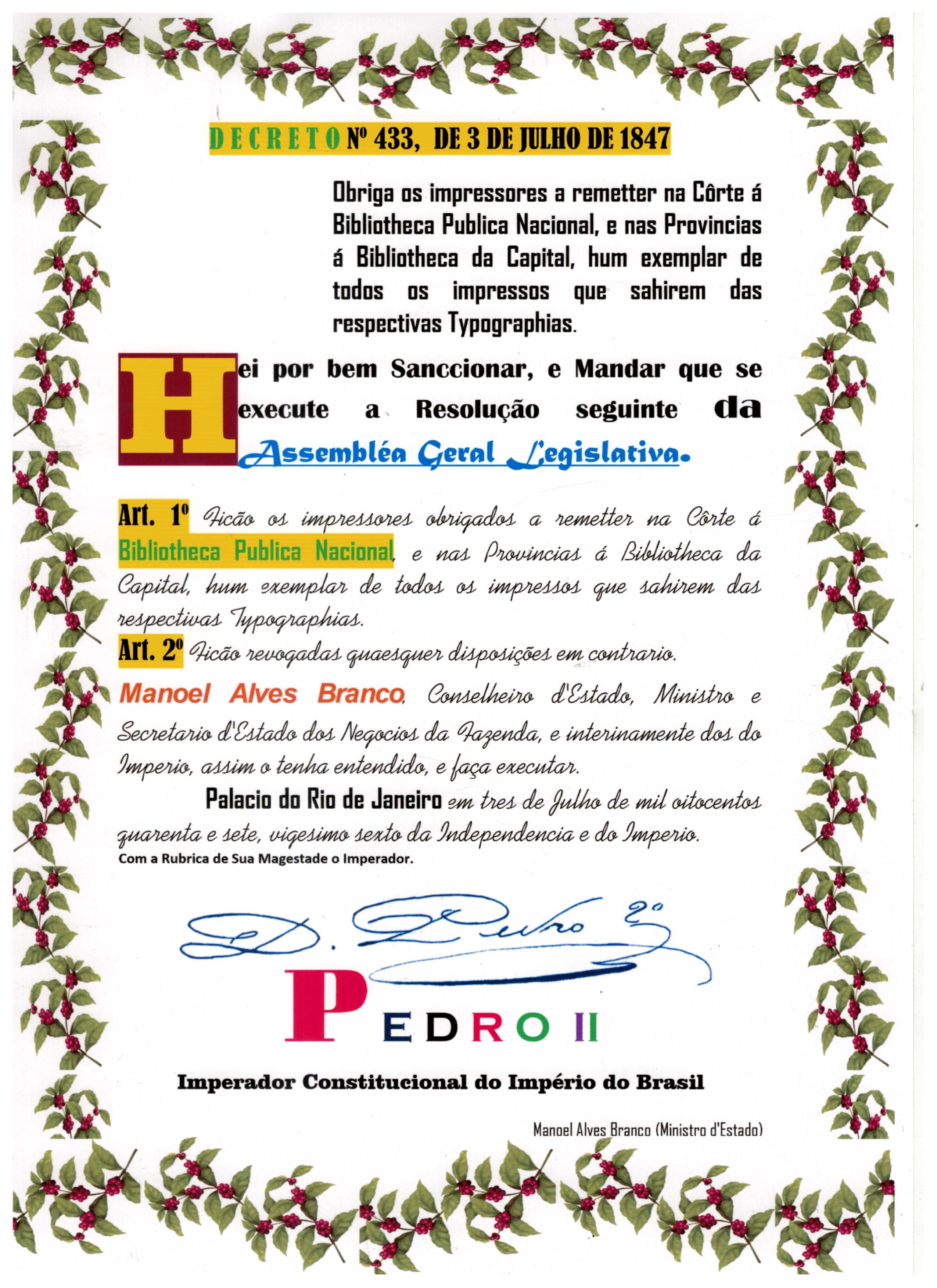
Lei do Depósito Legal de 3 de julho de 1847, sancionada pelo imperador, Dom Pedro II.

A primeira instituição e regulamentação do depósito legal biblioteconômico brasileiro foi o decreto imperial Nº 433, de 3 de julho 1847; o segundo é o de nº 1825, sancionado em 20 de dezembro de 1907, que determinava os administradores de oficinas de topografia, litotipografia, fotografia ou gravura, situadas no Distrito Federal e nos Estados, ficavam obrigados a remeter a Biblioteca Nacional um exemplar de cada obra que produzissem.

### A norma vigorante
Em 14 de dezembro de 2004, após aprovação no Congresso Nacional, é sancionada, pelo presidente Luiz Inácio Lula da Silva, a lei 10.994, cuja classificação é de natureza jurídica de lei ordinária e que passa a ser a norma sobre o depósito legal de publicações, na Biblioteca Nacional do Brasil.

## Responsabilizações
A lei prevê responsabilização civil, visto que, o depósito legal será efetuado pelos impressores, devendo ser efetivado até 30 (trinta) dias após a publicação da obra, cabendo ao seu editor e ao autor verificar a efetivação do depósito legal.  O não cumprimento sujeitará em:
- Multa correspondente a até 100 (cem) vezes o valor da obra no mercado[7]
- Apreensão de exemplares em número suficiente para atender às finalidades do depósito.[8]